# Kim-Roar Hansen
Kim-Roar Hansen (* 24. März 1984 in Drammen) ist ein ehemaliger norwegischer Skispringer.

## Werdegang
Hansen trat in der Saison 2001/02 erstmals im Skisprung-Continental-Cup (COC) an. In der Folgesaison 2002/03 wurde er in das norwegische Weltcupteam berufen. Im Weltcup konnte er einige Ergebnisse unter den besten 15. erringen und erreichte am Ende der Saison in der Gesamtwertung den 36. Platz. Damit war er jedoch nur der siebtbeste Norweger und wurde in der folgenden Saison in die im COC startende B-Nationalmannschaft zurückgestuft. Dabei wurde ihm jedoch durch die Trainer die Möglichkeit eingeräumt, bei Trainingslagern der A-Nationalmannschaft zu hospitieren und durch gute Leistungen in das Weltcupteam zurückzukehren. Nachdem er Mitte Dezember beim Continental Cup in Lillehammer den zweiten belegen konnte, startete er eine Woche später beim Weltcup in Engelberg. Da er hier jedoch mit einem 34. Platz den zweiten Durchgang verpasste, startete er ab Beginn des Jahres 2004 wieder im COC. Bei den Norwegischen Meisterschaften 2004 in Bardu gewann er gemeinsam mit Tommy Egeberg, Ole Christen Enger und Sigurd Pettersen die Bronzemedaille im Teamwettbewerb.
Im Weltcup konnte er zunächst gute Platzierungen belegen, zum Ende der Saison wurde seine Form jedoch immer schlechter. Dazu kamen einige disziplinarische Verfehlungen, wie etwa ein verlorener Sprunganzug und ein nicht genehmigter nächtlicher Ausflug beim COC in Kuopio. Deswegen wurde er beim, als Abschluss der COC-Saison ausgerichteten, Skifliegen in Vikersund nur als Vorspringer eingesetzt. Nach dem Ende der Saison, wurde ihm die Zugehörigkeit zum B-Kader vorübergehend entzogen, um ihm die Möglichkeit zu geben, über seine Situation nachzudenken. Kurz darauf beendete Hansen, im Alter von nur 19 Jahren, wegen fehlender Motivation seine Karriere.

## Erfolge

### Weltcup-Platzierungen
| Saison  | Platz | Punkte |
| ------- | ----- | ------ |
| 2002/03 | 36.   | 143    |

### Continental-Cup-Platzierungen
| Saison  | Platz | Punkte |
| ------- | ----- | ------ |
| 2001/02 | 121.  | 075    |
| 2003/04 | 015.  | 340    |